# Quido Mánes

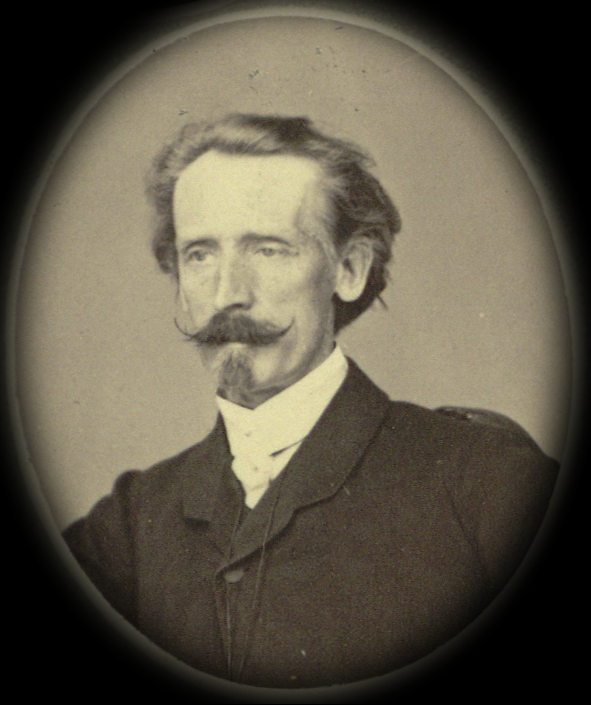
Quido Mánes, Foto 1867

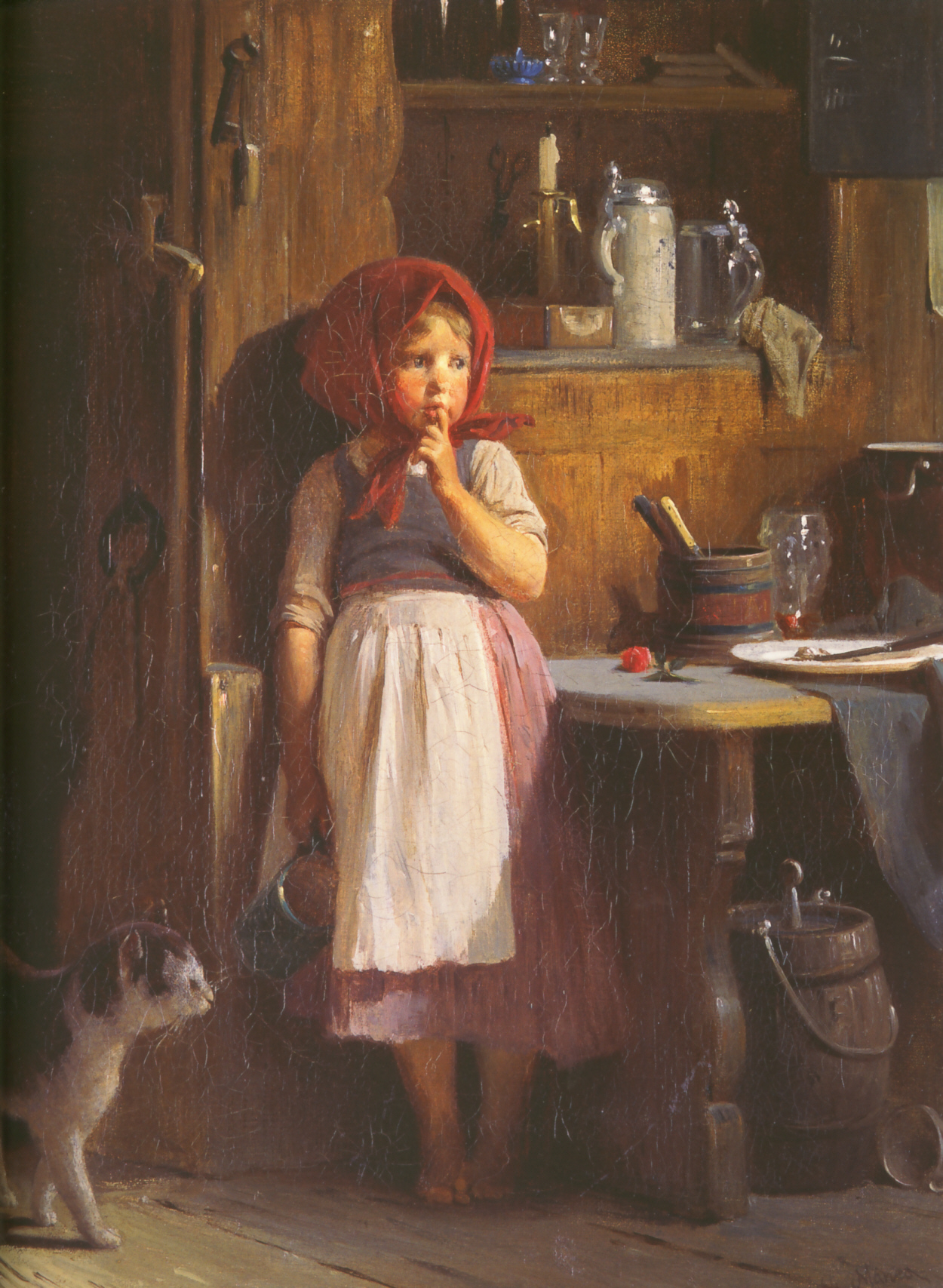
Mädchen, um 1860, Sammlung Kooperativa

Quido Mánes, auch Guido Manes oder Kvído Mánes (* 17. Juli 1828 in Prag; † 5. August 1880 ebenda), war ein tschechischer Maler.

## Leben
Quido Mánes entstammte einer Künstlerfamilie, deren Vorfahren aus den Niederlanden kamen. Er war der Sohn von Antonín Mánes und der jüngere Bruder von Josef Mánes. Von 1838 bis 1851 studierte er an der Prager Akademie der bildenden Künste, und 1870 bis 1871 bei Benjamin Vautier in Düsseldorf.

## Bedeutung
Quido Mánes erreichte zwar nicht die Bedeutung seines Bruders Josef, war aber dennoch auf dem Gebiet der Genremalerei einer der führenden tschechischen Maler. Nach Anfängen in der Historienmalerei gelangte Mánes um die Mitte des 19. Jahrhunderts zum Genre, wo er seine Stärken ausspielen konnte. Vor allem stellte er Szenen aus dem kleinbürgerlichen Alltag Prags und Volksszenen aus dem Chodenland in Südwestböhmen dar. Sehr erfolgreich wurden seine Kinderdarstellungen. Ein gemeinsam mit seinem Bruder Josef geplantes Werk über die Volkstrachten der böhmischen Länder kam nicht zustande.

## Werke
- Mädchen (Sammlung Kooperativa, Wiener Städtische Versicherung), um 1860, Öl auf Leinwand, 38 cm × 31 cm